# الكرسي الأسقفي
يشير مصطلح الكرسي الرسولي أو البابوي أو الأسقفي في المسيحية، إلى الكراسي الأسقفية التي تنسب إلى خلفاء رسل يسوع.
أقر مجمع نيقية نظام البطريركيات الخمس الكبرى ونظّم قواعد تعاملها مع بعضها البعض؛ المؤسسة البطريركية أطلقت على خمس القديم: روما، والإسكندرية وأنطاكية والقسطنطينية والقدس، غير أنها لاحقًا أطلقت على مواقع مختلفة من العالم كالبندقية والبرتغال وروسيا ورومانيا وأثيوبيا والهند ومناطق أخرى. ويتبع المسيحيون نمطًا لا مركزيًا في الإدارة، بحيث يكون لكل عدد من الرعايا أبرشية يرأسها أسقف أو راعي، ويشكل أساقفة البلد الواحد أو المقاطعة الجغرافية الواحدة مجلس أو مؤتمر يرأسه رئيس الأساقفة أو البطريرك، وتضيف الكنيسة الكاثوليكية رئاسة عالمية للبابا خليفة بطرس، أما باقي الكنائس، فلا رئاسة عالمية فيها، وبكل الأحوال فإن رئاسة البابا في الكنيسة الكاثوليكية تعتبر «بالشراكة مع سائر الأساقفة»؛ وتدعى كل أبرشية أو بطريركية، وهي مستقلة في شؤونها الإدارية والداخلية «كنيسة محلية»، «ومجموع الكنائس المحلية هي ما يشكل الكنيسة». نتيجة تنوّع الأمم المسيحية، فغالبًا ما يكون لكل أمّة، طقس خاص بها، أي مجموعة أناشيد، أو آداب مسيحية، ولغة مستعملة في الصلاة، ونوع معين من الموسيقى الكنسية أو الفن أو النمط المعماري، وهو ما يعتبر «طقس».

## البطريركيات الخمس الكبرى
- بطريركية روما في إيطاليا: تأسست في القرن الأول؛ وتأسس الكرسي بحسب التقاليد من قبل القديس بطرس.
- بطريركية الإسكندرية في مصر: تأسست في القرن الأول؛ وتأسس الكرسي بحسب التقاليد من قبل مرقس.[6][7][8] والكرسي منقسم إلى فروع ثلاث هي الكنيسة القبطية الأرثوذكسية وهي كنيسة مشرقية، بطريركية الإسكندرية للروم الأرثوذكس وهي كنيسة خلقيدونية؛ انشقتا عن بعضهما عقب مجمع خلقيدونية إضافة إلى الكنيسة القبطية الكاثوليكية.
- بطريركية أنطاكية: تأسست في القرن الأول؛ وتأسس الكرسي بحسب التقاليد من قبل القديسين بطرس وبولس.[9] منذ القرن السادس، انقسم الكرسي الإنطاكي إلى عدة فروع، وحاليًا يحمل اللقب رؤساء خمس كنائس، هي: الكنيسة السريانية الأرثوذكسية، وكنيسة الروم الأرثوذكس، والكنيسة المارونية وكنيسة الروم الملكيين الكاثوليك والكنيسة السريانية الكاثوليكية. منذ القرن السابع، وباستثناء فترات قصيرة، فإن أغلب البطاركة الأنطاكيين سكنوا في مدينة دمشق لا أنطاكية.
- بطريركية القسطنطينية في تركيا: تأسست في القرن الرابع؛ بحسب التقاليد تأسس الكرسي من قبل القديس أندراوس.
- بطريركية القدس في فلسطين التاريخية: تأسست في القرن الخامس؛ وتأسس الكرسي بحسب التقاليد من قبل القديسين بطرس ويعقوب البار.[10]

## بطريركيات أخرى
- بطريركية موسكو: بحسب التقاليد الكنسيَّة الروسيَّة تأسس كرسي موسكو من قبل القديس أندراوس خلال زيارته لمدينة كييف.[11]
- كنيسة الأرمن الأرثوذكس: تأسس الكرسي بحسب التقاليد من قبل القديسين تداوس وبرثولماوس.[12]
- كنيسة التوحيد الأرثوذكسية الإثيوبية: تأسس الكرسي بحسب التقاليد من قبل فيلبس.[13]
- الكنيسة الجورجية الرسولية الأرثوذكسية: تأسس الكرسي بحسب التقاليد قبل القديسين أندراوس وسمعان القانوي.
- بطريركيات مسيحيي مار توما: وهي كنيسة الملكنار، والكنيسة الكلدانية السريانية؛ والكنيسة المسيحية السريانية اليعقوبية، وكنيسة الملكنار الأرثوذكسية السريانية. تأسست هذه الكراسي بحسب التقاليد المسيحيَّة قبل توما.